# مشاع موسی خورشیدی
مشاع موسی خورشیدی یک منطقهٔ مسکونی در ایران است که در دهستان اسماعیلی واقع شده‌است. مشاع موسی خورشیدی ۲۳ نفر جمعیت دارد.